# Stefan Oświecimski
Stefan Oświecimski (ur. 28 sierpnia?/10 września 1906 w Mińsku Litewskim, zm. 11 kwietnia 1990 w Krakowie) – polski filolog klasyczny, profesor nadzwyczajny, kierownik Katedry Filologii Klasycznej Uniwersytetu Łódzkiego w latach 1963–1976.